# Logistyczny antyirracjonalizm
Logistyczny antyirracjonalizm – termin użyty na określenie sedna filozoficznej działalności szkoły lwowsko-warszawskiej przez Kazimierza Ajdukiewicza podczas kongresu filozoficznego w Pradze w 1934, gdzie wygłosił referat Logistyczny antyirracjonalizm w Polsce, opublikowany później w „Przeglądzie Filozoficznym”. Nazwy tej użył Ajdukiewicz m.in. dla odróżnienia osiągnięć szkoły lwowsko-warszawskiej od osiągnięć logicznego empiryzmu (neopozytywizmu), z którym (błędnie) utożsamiano szkołę lwowsko-warszawską.
Jako rysy charakterystyczne tej postawy należałoby wymienić: po pierwsze antyirracjonalizm, a więc postulat uznawania tylko takich twierdzeń, które są uzasadnione w sposób dostępny kontroli; po wtóre postulat jasności pojęciowej i językowej ścisłości. Oprócz tych dwóch rysów, należałoby szczególnie podkreślić jako trzeci, przyswojenie sobie logistycznego aparatu pojęciowego i wybitny wpływ logiki symbolicznej. Odnośnie zaś do zakresu zagadnień, na plan pierwszy wysuwają się zagadnienia, których przedmiotem jest poznanie naukowe, a więc problematyka tzw. badań metateoretycznych. Wiąże się z tym zainteresowanie semantyką, mające swe źródło w przekonaniu, że samo poznanie daje się badać tylko poprzez rozważenie jego słownego wyrazu. (Logistyczny ..., s. 400).
Termin „logistyczny antyirracjonalizm” potraktować można jako synonim nazwy „szkoła lwowsko-warszawska”, którą również określa się mianem „drugiej polskiej filozofii narodowej”.

## Literatura
- Kazimierz Ajdukiewicz, Logistyczny antyirracjonalizm w Polsce, „Przegląd Filozoficzny”,  Nr. XXXVIII/4, 1934
- Witold Mackiewicz (red.), Polska filozofia powojenna, Agencja Wydawnicza Witmark, Warszawa 2001, tom I